# Zohib Islam Amiri
Pour les articles homonymes, voir Amiri.
Zohib Islam Amiri (en dari : ذهیب اسلام امیری), aussi appelé Haroon Fakhruddin, né le 15 février 1990 à Kaboul, est un footballeur international afghan qui évolue au poste de défenseur central à l’AS Blainville. Il est le frère cadet de Shamsuddin Amiri.
Il est le joueur le plus capé en sélection avec l'Afghanistan.

## Biographie
Il naît à Kaboul en 1990 et, à la fin de la décennie, sa famille, maltraitée par les talibans décide de se réfugier à Karachi au Pakistan. Durant 3 années il pratique le football à l'Akhan Academy avant de revenir dans sa ville natale à la chute du régime.

### Club
Zohib Islam commence à jouer en 2005 pour le club du Shoa FC après avoir été repéré par l'entraîneur du club au mariage de son cousin, ce dernier étant joueur au Shoa FC.
En 2007, il décide de partir rejoindre le Kabul Bank FC avec qui il remporte le championnat de Kaboul en 2009 et 2010.
En 2011, Zohib signe un contrat en faveur de Mumbai FC, il devient le premier afghan à jouer en I-League. Il est élu meilleur joueur d'I-League en 2013 avec son club de Mumbai FC.
Le 11 janvier 2014, il s'engage avec le Dempo SC. Lors de la première partie de saison 2014-15, il est prêté au FC Goa.
En janvier 2016, il s'engage avec le DSK Shivajians FC jusqu'à la fin de saison.
Il rejoint ensuite le Mohun Bagan AC mais ne jouant pas, il quitte le club au mercato hivernal et termine la saison au Chennai City FC. À la suite d'un désaccord avec l'entraîneur, il quitte le club en juillet 2017.
En janvier 2018, il s'exile aux Maldives, au New Radiant SC.
À l'été 2019, il effectue un court passage à l'AS Blainville. Il inscrit son premier but en Coupe de la Première ligue de soccer du Québec face au FC Gatineau le 22 septembre (1-1). Il remporte la Première ligue de soccer du Québec.
Le 2 novembre 2019, il revient en Inde au Gokulam Kerala FC.
Durant l'été 2020, il revient à l'AS Blainville avec qui il remporte la Première ligue de soccer du Québec.
Le 1er novembre 2020, il retourne en Inde du côté du Real Kashmir. Il fait ses débuts le 10 janvier 2021 face à TRAU FC (1-1). Le 4 février, il inscrit son premier but lors de la victoire 6-0 contre Indian Arrows.
Il retourne à l'AS Blainville en juillet 2021.

### Sélection
Zohib débute avec l'équipe d'Afghanistan le 9 novembre 2005 lors d'un match amical contre le Tadjikistan à seulement 15 ans, 8 mois et 22 jours. Un mois plus tard, il dispute avec sa sélection la coupe d'Asie du Sud 2005 au Pakistan, où il joue deux matchs.
Il dispute ensuite l'AFC Challenge Cup 2008 ainsi que la 2014. Il participe également à la coupe d'Asie du Sud 2008, 2009, 2011 et 2013.
Il marque son premier but avec la sélection lors d'une victoire 8-1 contre le Bhoutan durant la coupe d'Asie du Sud 2011.

## Statistiques

### Buts internationaux
| Buts internationaux de Zohib Islam Amiri | Buts internationaux de Zohib Islam Amiri | Buts internationaux de Zohib Islam Amiri    | Buts internationaux de Zohib Islam Amiri | Buts internationaux de Zohib Islam Amiri | Buts internationaux de Zohib Islam Amiri | Buts internationaux de Zohib Islam Amiri                 |
| N°                                       | Date                                     | Lieu                                        | Adversaire                               | Score                                    | Résultat                                 | Compétition                                              |
| ---------------------------------------- | ---------------------------------------- | ------------------------------------------- | ---------------------------------------- | ---------------------------------------- | ---------------------------------------- | -------------------------------------------------------- |
| 1.                                       | 7 décembre 2011                          | Jawaharlal Nehru Stadium, New Delhi, Inde   | Bhoutan                                  | 2–0                                      | 8–1                                      | Premier tour de la Coupe d'Asie du Sud 2011              |
| 2.                                       | 2 septembre 2013                         | Halchowk Stadium, Katmandou, Népal          | Bhoutan                                  | 1–0                                      | 3–0                                      | Premier tour de la Coupe d'Asie du Sud 2013              |
| 3.                                       | 4 septembre 2013                         | Halchowk Stadium, Katmandou, Népal          | Sri Lanka                                | 2–1                                      | 3–1                                      | Premier tour de la Coupe d'Asie du Sud 2013              |
| 4.                                       | 14 mai 2014                              | Stade Al-Kuwait SC, Koweït, Koweït          | Koweït                                   | 1–3                                      | 2-3                                      | Match amical                                             |
| 5.                                       | 22 mai 2014                              | Hithadhoo Zone Stadium, Addu City, Maldives | Turkménistan                             | 1–0                                      | 3-1                                      | Premier tour de l'AFC Challenge Cup 2014                 |
| 6.                                       | 10 octobre 2017                          | Stade Pamir, Douchanbé, Tadjikistan         | Jordanie                                 | 2–2                                      | 3-3                                      | Troisième tour des éliminatoires de la Coupe d'Asie 2019 |

### Sélections
| Liste des sélections de Zohib Islam Amiri | Liste des sélections de Zohib Islam Amiri | Liste des sélections de Zohib Islam Amiri                       | Liste des sélections de Zohib Islam Amiri | Liste des sélections de Zohib Islam Amiri | Liste des sélections de Zohib Islam Amiri                 | Liste des sélections de Zohib Islam Amiri | Liste des sélections de Zohib Islam Amiri                              |
| N°                                        | Date                                      | Lieu                                                            | Adversaire                                | Résultat                                  | Compétition                                               | But                                       | Notes                                                                  |
| ----------------------------------------- | ----------------------------------------- | --------------------------------------------------------------- | ----------------------------------------- | ----------------------------------------- | --------------------------------------------------------- | ----------------------------------------- | ---------------------------------------------------------------------- |
| 1.                                        | 8 novembre 2005                           | Stade Pamir, Douchanbé, Tadjikistan                             | Tadjikistan                               | 4-0                                       | Match amical                                              |                                           |                                                                        |
| 2.                                        | 7 décembre 2005                           | People's Football Stadium, Karachi, Pakistan                    | Maldives                                  | 9-1                                       | Premier tour de la Coupe d'Asie du Sud 2005               |                                           |                                                                        |
| 3.                                        | 9 décembre 2005                           | People's Football Stadium, Karachi, Pakistan                    | Pakistan                                  | 1-0                                       | Premier tour de la Coupe d'Asie du Sud 2005               |                                           |                                                                        |
| 4.                                        | 5 avril 2006                              | MA Aziz Stadium, Chittagong, Bangladesh                         | Philippines                               | 1-1                                       | Match amical                                              |                                           | Entre en jeu à la place de Bashir Ahmad Saadat à la 76e minute de jeu. |
| 5.                                        | 8 octobre 2007                            | Stade international d'Alep, Alep, Syrie                         | Syrie                                     | 3-0                                       | Premier tour des éliminatoires de la Coupe du monde 2010  |                                           | Titulaire, remplacé par Yousuf Sameh à la 80e minute de jeu.           |
| 6.                                        | 26 octobre 2007                           | Stade Pamir, Douchanbé, Tadjikistan                             | Syrie                                     | 2-1                                       | Premier tour des éliminatoires de la Coupe du monde 2010  |                                           | Titulaire.                                                             |
| 7.                                        | 5 mai 2008                                | Spartak Stadium, Bichkek, Kirghizistan                          | Bangladesh                                | 0-0                                       | Qualifications à l'AFC Challenge Cup 2008                 |                                           | Titulaire, remplacé par Bashir Ahmad Saadat à la 82e minute de jeu.    |
| 8.                                        | 7 mai 2008                                | Spartak Stadium, Bichkek, Kirghizistan                          | Kirghizistan                              | 1-0                                       | Qualifications à l'AFC Challenge Cup 2008                 |                                           | Titulaire.                                                             |
| 9.                                        | 30 juillet 2008                           | GMC Balayogi Athletic Stadium, Gachibowli, Inde                 | Inde                                      | 1-0                                       | Premier tour de l'AFC Challenge Cup 2008                  |                                           | Titulaire.                                                             |
| 10.                                       | 1er août 2008                             | GMC Balayogi Athletic Stadium, Gachibowli, Inde                 | Turkménistan                              | 5-0                                       | Premier tour de l'AFC Challenge Cup 2008                  |                                           | Titulaire.                                                             |
| 11.                                       | 3 août 2008                               | Lal Bahadur Shastri Stadium, Hyderabad, Inde                    | Tadjikistan                               | 4-0                                       | Premier tour de l'AFC Challenge Cup 2008                  |                                           | Titulaire, remplacé par Faisal Sakhizada à la 81e minute de jeu.       |
| 12.                                       | 17 octobre 2008                           | Petaling Jaya Stadium, Petaling Jaya, Malaisie                  | Népal                                     | 2-2                                       | Match amical                                              |                                           | Titulaire.                                                             |
| 13.                                       | 20 octobre 2008                           | Petaling Jaya Stadium, Petaling Jaya, Malaisie                  | Malaisie                                  | 6-0                                       | Match amical                                              |                                           | Titulaire.                                                             |
| 14.                                       | 7 décembre 2009                           | Bangabandhu National Stadium, Dacca, Bangladesh                 | Maldives                                  | 3-1                                       | Premier tour de la Coupe d'Asie du Sud 2009               |                                           | Titulaire.                                                             |
| 15.                                       | 9 décembre 2009                           | Bangabandhu National Stadium, Dacca, Bangladesh                 | Népal                                     | 3-0                                       | Premier tour de la Coupe d'Asie du Sud 2009               |                                           | Titulaire.                                                             |
| 16.                                       | 17 novembre 2010                          | Stade Pamir, Douchanbé, Tadjikistan                             | Tadjikistan                               | 1-0                                       | Match amical                                              |                                           | Titulaire.                                                             |
| 17.                                       | 23 mars 2011                              | Tau Devi Lal Stadium, Gurgaon, Inde                             | Bhoutan                                   | 3-0                                       | Qualifications à l'AFC Challenge Cup 2012                 |                                           | Titulaire.                                                             |
| 18.                                       | 25 mars 2011                              | Tau Devi Lal Stadium, Gurgaon, Inde                             | Bhoutan                                   | 2-0                                       | Qualifications à l'AFC Challenge Cup 2012                 |                                           | Titulaire, remplacé par Faisal Sakhizada à la 72e minute de jeu.       |
| 19.                                       | 7 avril 2011                              | Stade Dasarath-Rangasala, Katmandou, Népal                      | Népal                                     | 1-0                                       | AFC Challenge Cup 2012                                    |                                           | Titulaire.                                                             |
| 20.                                       | 9 avril 2011                              | Halchowk Stadium, Katmandou, Népal                              | Sri Lanka                                 | 1-0                                       | AFC Challenge Cup 2012                                    |                                           | Titulaire.                                                             |
| 21.                                       | 11 avril 2011                             | Halchowk Stadium, Katmandou, Népal                              | Corée du Nord                             | 2-0                                       | AFC Challenge Cup 2012                                    |                                           | Titulaire, remplacé par Zakria Rezai à la 83e minute de jeu.           |
| 22.                                       | 29 juin 2011                              | TALCO Arena, Tursunzoda, Tadjikistan                            | Palestine                                 | 2-0                                       | Premier tour des éliminatoires de la Coupe du Monde 2014  |                                           | Titulaire.                                                             |
| 23.                                       | 3 juillet 2011                            | Stade international Faisal Al-Husseini, Jérusalem, Palestine    | Palestine                                 | 1-1                                       | Premier tour des éliminatoires de la Coupe du Monde 2014  |                                           | Titulaire.                                                             |
| 24.                                       | 3 décembre 2011                           | Jawaharlal Nehru Stadium, Delhi, Inde                           | Inde                                      | 1-1                                       | Premier tour de la Coupe d'Asie du Sud 2011               |                                           | Titulaire.                                                             |
| 25.                                       | 5 décembre 2011                           | Jawaharlal Nehru Stadium, Delhi, Inde                           | Sri Lanka                                 | 3-1                                       | Premier tour de la Coupe d'Asie du Sud 2011               |                                           | Titulaire.                                                             |
| 26.                                       | 7 décembre 2011                           | Jawaharlal Nehru Stadium, Delhi, Inde                           | Bhoutan                                   | 8-1                                       | Premier tour de la Coupe d'Asie du Sud 2011               | 1                                         | Titulaire.                                                             |
| 27.                                       | 9 décembre 2011                           | Jawaharlal Nehru Stadium, Delhi, Inde                           | Népal                                     | 1-0 a.p                                   | Demi-finale de la Coupe d'Asie du Sud 2011                |                                           | Titulaire.                                                             |
| 28.                                       | 11 décembre 2011                          | Jawaharlal Nehru Stadium, Delhi, Inde                           | Inde                                      | 4-0                                       | Finale de la Coupe d'Asie du Sud 2011                     |                                           | Titulaire.                                                             |
| 29.                                       | 2 mars 2013                               | Stade national du Laos, Vientiane, Laos                         | Sri Lanka                                 | 1-0                                       | Qualifications à l'AFC Challenge Cup 2014                 |                                           | Titulaire.                                                             |
| 30.                                       | 4 mars 2013                               | Stade national du Laos, Vientiane, Laos                         | Mongolie                                  | 1-0                                       | Qualifications à l'AFC Challenge Cup 2014                 |                                           | Titulaire.                                                             |
| 31.                                       | 6 mars 2013                               | Stade national du Laos, Vientiane, Laos                         | Laos                                      | 1-1                                       | Qualifications à l'AFC Challenge Cup 2014                 |                                           | Titulaire.                                                             |
| 32.                                       | 20 août 2013                              | Stade Ghazi, Kaboul, Afghanistan                                | Pakistan                                  | 3-0                                       | Match amical                                              |                                           | Titulaire.                                                             |
| 33.                                       | 2 septembre 2013                          | Stade Halchowk, Kathmandou, Népal                               | Bhoutan                                   | 3-0                                       | Premier tour de la Coupe d'Asie du Sud 2013               | 1                                         | Titulaire.                                                             |
| 34.                                       | 4 septembre 2013                          | Stade Halchowk, Kathmandou, Népal                               | Sri Lanka                                 | 3-1                                       | Premier tour de la Coupe d'Asie du Sud 2013               | 1                                         | Titulaire.                                                             |
| 35.                                       | 6 septembre 2013                          | Stade Dasarath-Rangasala, Kathmandou, Népal                     | Maldives                                  | 0-0                                       | Premier tour de la Coupe d'Asie du Sud 2013               |                                           | Titulaire.                                                             |
| 36.                                       | 8 septembre 2013                          | Stade Dasarath-Rangasala, Kathmandou, Népal                     | Népal                                     | 1-0                                       | Demi-finale de la Coupe d'Asie du Sud 2013                |                                           | Titulaire.                                                             |
| 37.                                       | 11 septembre 2013                         | Stade Dasarath-Rangasala, Kathmandou, Népal                     | Inde                                      | 2-0                                       | Finale de la Coupe d'Asie du Sud 2013                     |                                           | Titulaire.                                                             |
| 38.                                       | 13 avril 2014                             | Stade Maktoum Bin Rashid Al Maktoum, Dubaï, Émirats arabes unis | Kirghizistan                              | 0-0                                       | Match amical                                              |                                           | Titulaire.                                                             |
| 39.                                       | 4 mai 2014                                | Stade Pamir, Douchanbé, Tadjikistan                             | Tadjikistan                               | 1-0                                       | Match amical                                              |                                           | Titulaire.                                                             |
| 40.                                       | 12 mai 2014                               | Stade Al-Kuwait SC, Koweït, Koweït                              | Kirghizistan                              | 1-0                                       | Match amical                                              |                                           | Titulaire.                                                             |
| 41.                                       | 14 mai 2014                               | Stade Al-Kuwait SC, Koweït, Koweït                              | Koweït                                    | 3-2                                       | Match amical                                              | 1                                         | Titulaire.                                                             |
| 42.                                       | 20 mai 2014                               | Hithadhoo Zone Stadium, Addu City, Maldives                     | Philippines                               | 0-0                                       | Premier tour de l'AFC Challenge Cup 2014                  |                                           | Titulaire.                                                             |
| 43.                                       | 22 mai 2014                               | Hithadhoo Zone Stadium, Addu City, Maldives                     | Turkménistan                              | 3-1                                       | Premier tour de l'AFC Challenge Cup 2014                  | 1                                         | Titulaire.                                                             |
| 44.                                       | 24 mai 2014                               | Hithadhoo Zone Stadium, Addu City, Maldives                     | Laos                                      | 0-0                                       | Premier tour de l'AFC Challenge Cup 2014                  |                                           | Titulaire.                                                             |
| 45.                                       | 29 mai 2014                               | Hithadhoo Zone Stadium, Addu City, Maldives                     | Palestine                                 | 2-0                                       | Demi-finale de l'AFC Challenge Cup 2014                   |                                           | Titulaire.                                                             |
| 46.                                       | 30 août 2017                              | Sultan Qaboos Sports Complex, Mascate, Oman                     | Oman                                      | 2-0                                       | Match amical                                              |                                           | Titulaire.                                                             |
| 47.                                       | 5 septembre 2017                          | Stade international d'Amman, Amman, Jordanie                    | Jordanie                                  | 4-1                                       | Troisième tour des éliminatoires de la Coupe d'Asie 2019  |                                           | Titulaire.                                                             |
| 48.                                       | 10 octobre 2017                           | Stade Pamir, Douchanbé, Tadjikistan                             | Jordanie                                  | 3-3                                       | Troisième tour des éliminatoires de la Coupe d'Asie 2019  | 1                                         | Titulaire.                                                             |
| 49.                                       | 14 novembre 2017                          | Stade national Mỹ Đình, Hanoï, Viêt Nam                         | Viêt Nam                                  | 0-0                                       | Troisième tour des éliminatoires de la Coupe d'Asie 2019  |                                           | Titulaire, remplacé par Amiruddin Sharifi à la 84e minute de jeu.      |
| 50.                                       | 19 août 2018                              | Afghanistan Football Federation Stadium, Kaboul, Afghanistan    | Palestine                                 | 0-0                                       | Match amical                                              |                                           | Titulaire.                                                             |
| 51.                                       | 25 décembre 2018                          | Miracle Resort Hotel Training Centre, Muratpaşa, Turquie        | Turkménistan                              | 2-0                                       | Match amical                                              |                                           | Titulaire.                                                             |
| 52.                                       | 20 mars 2019                              | Stade national Bukit Jalil, Kuala Lumpur, Malaisie              | Oman                                      | 5-0                                       | Match amical                                              |                                           | Entre en jeu à la place de Kanischka Taher à la 56e minute de jeu.     |
| 53.                                       | 23 mars 2019                              | Stade national Bukit Jalil, Kuala Lumpur, Malaisie              | Malaisie                                  | 2-1                                       | Match amical                                              |                                           | Titulaire, remplacé par Naeem Rahimi à la 71e minute de jeu.           |
| 54.                                       | 7 juin 2019                               | Stade Pamir, Douchanbé, Tadjikistan                             | Tadjikistan                               | 1-1                                       | Match amical                                              |                                           | Titulaire.                                                             |
| 55.                                       | 5 septembre 2019                          | Stade Jassim-bin-Hamad, Doha, Qatar                             | Qatar                                     | 6-0                                       | Deuxième tour des éliminatoires de la Coupe du monde 2022 |                                           | Entre en jeu à la place d'Abassin Alikhil à la 61e minute de jeu.      |
| 56.                                       | 10 octobre 2019                           | Stade Al-Seeb, Sib, Oman                                        | Oman                                      | 3-0                                       | Deuxième tour des éliminatoires de la Coupe du monde 2022 |                                           | Titulaire.                                                             |
| 57.                                       | 14 novembre 2019                          | Stade Pamir, Douchanbé, Tadjikistan                             | Inde                                      | 1-1                                       | Deuxième tour des éliminatoires de la Coupe du monde 2022 |                                           | Titulaire.                                                             |
| 58.                                       | 19 novembre 2019                          | Stade Pamir, Douchanbé, Tadjikistan                             | Qatar                                     | 1-0                                       | Deuxième tour des éliminatoires de la Coupe du monde 2022 |                                           | Titulaire.                                                             |
| 59.                                       | 29 mai 2021                               | Jebel Ali Centre of Excellence, Dubai, Émirats Arabes Unis      | Singapour                                 | 1-1                                       | Match amical                                              |                                           | Titulaire.                                                             |
| 60.                                       | 3 juin 2021                               | Stade Jassim-bin-Hamad, Doha, Qatar                             | Bangladesh                                | 1-1                                       | Deuxième tour des éliminatoires de la Coupe du monde 2022 |                                           | Titulaire.                                                             |
| 61.                                       | 11 juin 2021                              | Stade Jassim-bin-Hamad, Doha, Qatar                             | Oman                                      | 2-1                                       | Deuxième tour des éliminatoires de la Coupe du monde 2022 |                                           | Titulaire.                                                             |
| 62.                                       | 15 juin 2021                              | Stade Jassim-bin-Hamad, Doha, Qatar                             | Inde                                      | 1-1                                       | Deuxième tour des éliminatoires de la Coupe du monde 2022 |                                           | Titulaire.                                                             |
| 63.                                       | 8 juin 2022                               | Salt Lake Stadium, Calcutta, Inde                               | Hong Kong                                 | 2-1                                       | Troisième tour des éliminatoires de la Coupe d'Asie 2023  |                                           | Entre en jeu à la place de Noor Husin à la 46e minute de jeu.          |
| 64.                                       | 11 juin 2022                              | Salt Lake Stadium, Calcutta, Inde                               | Inde                                      | 2-1                                       | Troisième tour des éliminatoires de la Coupe d'Asie 2023  |                                           | Titulaire.                                                             |
| 65.                                       | 14 juin 2022                              | Salt Lake Stadium, Calcutta, Inde                               | Cambodge                                  | 2-2                                       | Troisième tour des éliminatoires de la Coupe d'Asie 2023  | Titulaire                                 |                                                                        |

## Palmarès

### En club
- Championnat de Kaboul
  - Champion : 2009, 2010
- Coupe d'Afghanistan
  - Finaliste : 2008
- I-League 2nd Division
  - Champion : 2015-16
- Première ligue de soccer du Québec
  - Champion : 2019, 2020

### En sélection
- Coupe d'Asie du Sud
  - Vainqueur : 2013
  - Finaliste : 2011
- AFC Challenge Cup
  - Quatrième : 2014